# Wall of Voodoo
Wall of Voodoo war eine New-Wave-Band aus Los Angeles. Besonders bekannt ist ihr Hit Mexican Radio aus dem Jahr 1982.

## Geschichte
Die Band wurde 1977 von Stan Ridgway (Gesang) und Marc Moreland (Gitarre) in Hollywood gegründet. Als weitere Mitglieder kamen Marcs Bruder Bruce Moreland (Bass), Chas T. Gray (Keyboards) und Joe Nanini (Schlagzeug) hinzu. Nach einer EP, die den Namen der Band trug und eine eigenwillige Coverversion von Johnny Cashs Klassiker Ring of Fire enthielt, veröffentlichte die Band 1981 das Album Dark Continent.
Der Bassist Bruce Moreland verließ die Band kurzzeitig und die verbliebenen vier Mitglieder nahmen 1982 ihr bekanntestes Album Call of the West auf, das die Single Mexican Radio enthielt. Stan Ridgway kehrte der Band im kommenden Jahr ebenfalls den Rücken, um eine Solokarriere zu starten, und wurde von Andy Prieboy als Sänger abgelöst. Den Schlagzeuger Nanini ersetzte Ned Leukhardt, und Bruce Moreland kehrte zur Gruppe zurück. In dieser Besetzung schuf die Band den Weihnachtsklassiker Shouldn't Have Given Him a Gun for Christmas.
1985 erschien das Album Seven Days in Sammystown, gefolgt von Happy Planet 1987. Mit den Singles Far Side of Crazy und Do It Again (eine Coverversion des Beach-Boys-Songs) erhielt man besonders in Australien Aufmerksamkeit, daher wurde dort das 1988 veröffentlichte Livealbum The Ugly Americans in Australia aufgenommen. 1989 löste sich die Band schließlich auf, Andy Prieboy und Marc Moreland widmeten sich fortan eigenen Projekten.
Joe Nanini starb am 4. Dezember 2000 an einem Schlaganfall, Marc Moreland am 13. März 2002 an Nierenversagen nach einer Lebertransplantation.

## Diskografie

### Studioalben
| Jahr | Titel            | Höchstplatzierung, Gesamtwochen, AuszeichnungChartplatzierungen (Jahr, Titel, Platzierungen, Wochen, Auszeichnungen, Anmerkungen) | Höchstplatzierung, Gesamtwochen, AuszeichnungChartplatzierungen (Jahr, Titel, Platzierungen, Wochen, Auszeichnungen, Anmerkungen) | Anmerkungen                |
| Jahr | Titel            | UK | US | Anmerkungen                |
| ---- | ---------------- | --- | --- | -------------------------- |
| 1981 | Dark Continent   | — | US177 (2 Wo.)US | Erstveröffentlichung: 1981 |
| 1982 | Call of the West | — | US45 (23 Wo.)US | Erstveröffentlichung: 1982 |

Weitere Veröffentlichungen
- 1980: Wall of Voodoo (EP)
- 1984: Granma's House (Best-Of-Album)
- 1985: Seven Days in Sammystown
- 1987: Happy Planet
- 1988: The Ugly Americans In Australia (Livealbum)
- 1991: The Index Masters (Re-Release der 1. EP auf CD mit zusätzlichen Live-Songs)
- 2011: Lost Weekend - The Best of Wall of Voodoo
- 2023: The Lost Tapes Vol. I (Livealbum, nur Download auf Webseite)

### Singles
| Jahr | Titel Album                    | Höchstplatzierung, Gesamtwochen, AuszeichnungChartplatzierungen (Jahr, Titel, Album, Platzierungen, Wochen, Auszeichnungen, Anmerkungen) | Höchstplatzierung, Gesamtwochen, AuszeichnungChartplatzierungen (Jahr, Titel, Album, Platzierungen, Wochen, Auszeichnungen, Anmerkungen) | Anmerkungen                     |
| Jahr | Titel Album                    | UK | US | Anmerkungen                     |
| ---- | ------------------------------ | --- | --- | ------------------------------- |
| 1983 | Mexican Radio Call of the West | UK64 (5 Wo.)UK | US58 (9 Wo.)US | Erstveröffentlichung: März 1983 |

Weitere Singles
- 1982: Ring of Fire (Remix)
- 1982: On Interstate 15
- 1984: Big City
- 1985: Far Side of Crazy
- 1987: Do It Again